# 皮德中
皮德中（?年—?年），字仲和,四川省開縣人，民國政治人物，曾任立法院立法委員。

## 經歷
- 幼就讀成都聯中[1]
- 國立成都大學[2]
- 留學日本。
- 民國廿六年（1937年）回國，入留日歸國學生戰時工作訓練班受訓。
- 民國廿七年（1938年）任三民主義青年團重慶支團籌備處宣傳委員會秘書。
- 中國國民黨重慶市文化界黨團幹事會幹事[3]
- 民國卅一年（1942年）後在重慶任川康興業公司稽核。
- 民國卅七年（1948年），當選立法委員。
- 民國四十三年（1954年），注銷其立法委員名籍[4]

## 出席立法院會期委員會
第一屆第一會期
- 經濟及資源委員會
- 財政及金融委員會